# IC 4323
IC 4323 је спирална галаксија у сазвјежђу Хидра која се налази на листи објеката дубоког неба у Индекс каталогу.
Деклинација објекта је - 28° 39' 6" а ректасцензија 13h 45m 6,6s. Привидна величина (магнитуда) објекта IC 4323 износи 15,1 а фотографска магнитуда 15,9. IC 4323 је још познат и под ознакама ESO 445-24, PGC 48748.